# Rhipicephalus humeralis
Rhipicephalus humeralis är en fästingart som beskrevs av Rondelli 1926. Rhipicephalus humeralis ingår i släktet Rhipicephalus och familjen hårda fästingar. Inga underarter finns listade i Catalogue of Life.